# Bór (Hel)
Bór (niem. Danziger Heisternest) – dawna wieś, obecnie północno-zachodnia część miasta Helu, położona na Mierzei Helskiej, w powiecie puckim, w woj. pomorskim. Położony jest nad Morzem Bałtyckim, pomiędzy (właściwym) Helem a Juratą.

## Historia
Do 1934 roku Bór był jednostkową gminą wiejską w woj. pomorskim, najpierw w obrębie powiatu puckiego (do końca 1926 roku), a następnie powiatu morskiego.
1 sierpnia 1934 roku, wraz z Chałupami, Helem, Jastarnią i Kuźnicą, wszedł w skład zbiorowej gminy Hel w powiecie morskim, obejmującej całą Mierzeję Helską.
Po wojnie Bór znalazł się w woj. gdańskim. 1 lipca 1951 roku nazwę powiatu morskiego zmieniono na wejherowski.
W związku ze zniesieniem gmin i utworzeniem gromad jesienią 1954 roku, Bór – wraz z dotychczasowymi gromadami Jastarnią i Kuźnicą oraz miejscowością Jurata z dotychczasowej gromady Hel ze zniesionej gminy Hel – wszedł w skład nowo utworzonej gromady Jastarni w powiecie wejherowskim w woj. gdańskim. 13 listopada 1954 roku (z mocą obowiązującą od 1 października 1954 roku) gromada Jastarnia weszła w skład reaktywowanego powiatu puckiego w tymże województwie; tego samego dnia gromadę Jastarnia zniesiono, nadając jej status osiedla. Bór wszedł ostatecznie w skład miasta Hel w związku z ustanowieniem jego granic w 1963 roku.
W Borze stacjonował w latach 1973–1993 64 Dywizjon Rakietowy Obrony Powietrznej; w latach 1973–1974 powstały cztery dywizjony rakietowe 4 Brygady Artylerii OPK im. Obrońców Wybrzeża, tym razem uzbrojone w przeciwlotnicze zestawy rakietowe PZR S–125M Newa. W ramach restrukturyzacji Sił Zbrojnych dywizjon został rozformowany w 1993 roku. W Borze stacjonował również 43 Batalion Saperów Marynarki Wojennej, obecnie przeniesiony do Rozewia.

## Infrastruktura
Przez Bór (i nieczynny przystanek Hel Bór) przebiega linia kolejowa łącząca Hel z Gdynią.
Rozwój kolei przyczynił się do rozwoju gospodarczego Mierzei Helskiej, powodując że dotychczasowe rybackie wioski przeistaczały się w kurorty, oblegane latem przez turystów z pozostałej części Polski. W PRL, ze względu na duże znaczenie militarne półwyspu, dostęp turystów do Helu był ograniczony. Mogli oni przyjeżdżać do miasta tylko koleją. Przystanek Hel Bór znajdował się na północ od miasta Hel około 600 metrów od drogi wojewódzkiej 216. W pobliżu stacji znajdowała się baza Marynarki Wojennej w Rejonie Umocnionym Hel. W 1979 roku wyłączono z użytkowania przystanek Hel Bór.